# Zaječar
Zaječar (v srbské cyrilici Зајечар, bulharsky Зайчар) je město ve východní části Srbska, v regionu známém pod názvem Timocká krajina (cca 10 km od hranice s Bulharskem a 240 km jihovýchodně od Bělehradu). Protéká jím řeka Timok. V Zaječaru žije 59 860 obyvatel. Je samosprávným centrem Zaječarského okruhu. V Srbsku je znám jako univerzitní centrum (především soukromých vysokých škol) a místo, kde se koná každoroční hudební festival Gitarijada.

## Název
Název města je slovanského původu a je odvozen od označení pro zajíce v místních jazycích.

## Historie
První záznamy o osmanské správě v této oblasti pochází z roku 1446 (turecké deftery). V té době byl součástí Vidinského sandžaku. Záznamy potvrzují existenci vesnice, ve které žilo osm rodin. Poté bylo po nějakou dobu součástí Bulharska a v roce 1833 bylo v souvislosti s mírovou smlouvou dáno Srbsku.
V 19. století i zde vypuklo povstání. Město dobyl hajduk Veljko Petrović. V roce 1813 se město vrátilo zpět pod osmanskou nadvládu, ale roku 1833 bylo opět připojeno k Srbsku. Zaječar byl jedním z míst, kde propukla tzv. Timocká vzpoura a kde byli její vůdci později odsouzeni k těžkým trestům. 
Během srbsko-turecké války v 70. letech 19. století obsadila Zaječar na nějakou dobu turecká armáda.
Konec téhož století byl v Zaječaru obdobím rychlé industrializace (výstavba pivovaru, cihelny a tiskárny). Jako pohraniční město mělo strategický význam, a bylo v 60.–90. letech 19. století zbudováno v jeho okolí opevnění. V závěru první světové války mělo město 9500 obyvatel. Během konfliktu bylo okupováno Bulharskem.
Roku 1912 byla do města zavedena úzkorozchodná železnice (trať do Paraćinu), o dva roky prodloužena do města Bor a v roce 1922 pak ještě do Niše. Během první světové války bylo město okupováno nedalekým sousedním Bulharskem. V letech 1929 až 1941 byl Zaječar součástí Moravské bánoviny. Město bylo osvobozeno od fašismu jednotkami partyzánské armády a Rudé armády v noci ze 7. na 8. října 1944.
V období socialistické Jugoslávie bylo ve městě vybudováno ještě divadlo a dva hotely; Putnik a Srbija. Zatímco v roce 1948 mělo město téměř 12 000 obyvatel, díky poválečnému rozvoji se toto číslo za pouhých pětadvacet let zdvojnásobilo. Od roku 1990 se počet obyvatel Zaječaru pohybuje okolo 40 tisíc.

## Kultura
V Zaječaru se nachází městské muzeum a Radul-begov konak (historická budova z období existence Osmanské říše). V blízkosti města se nachází rovněž pozůstatky římské osady Gamzigrad.
Místní kostel nese název Přesvaté Bohorodice a zbudován byl v 30. letech 19. století. V blízkosti města se nachází rovněž Klášter Suvodol.
Mezi kulturní instituce, které působí v Zaječaru, patří např. divadlo Zorana Radmiloviće, které bylo založeno v roce 1947 nebo místní pobočka srbského národního muzea (srbsky Narodni muzej).

## Známí rodáci
- Svetozar Marković, srbský realistický spisovatel
- Veljko Petrović (1780–1803), srbský vojevůdce, hajduk
- Nikola Pašić (1845–1926), srbský předseda vlády
- Jo Mikovich (1940-2014), jazzový hudebník
- Mirko Cvetković (* 1950), bývalý předseda vlády
- Živojin Juškić (* 1969), fotbalista
- Boban Marjanović (* 1988), srbský basketbalista
- Dragan Stanković (* 1985), srbský volejbalista
- Pavel Nedkov (1873–1932), bulharský pedagog a hudebník
- Zoran Radmilović, herec